# Hugo Coya
Hugo Eduardo Coya Honores (Lima, 23 de abril de 1960) es un periodista, escritor y productor de televisión peruano.
Es conocido por sus investigaciones periodísticas y literarias sobre peruanos destacados en la historia universal. Sus escritos abarcan una temática intimista, hasta cuestiones sociales y culturales del Perú. Ha ocupado cargos directivos en importantes medios de comunicación tanto en su país como a nivel internacional.

## Biografía
Realizó sus estudios secundarios en el Primer Colegio de la República Nuestra Señora de Guadalupe, siendo presidente de su promoción en 1977.
Posteriormente, estudió Ciencias de la Comunicación en la Universidad de Lima y obtuvo un Máster en Periodismo por el Instituto Internacional de Ciências Sociais de São Paulo, Brasil. Inició su carrera periodística como corresponsal de la agencia United Press International (UPI) en Perú y Brasil, y formó parte del equipo fundador de CNN en Español en Estados Unidos. También fue editor del Servicio Latinoamericano de UPI y presidente de la Asociación de Corresponsales Extranjeros en Brasil.
Ha sido director periodístico y productor general de Red Global, Canal A y América Televisión (2014) y Latina. También dirigió los diarios La Industria de Trujillo y El Peruano. Durante su trayectoria de más de tres décadas, Coya ocupó la presidencia del directorio de Editora Perú y se desempeñó como Gerente de Desarrollo y Proyectos Especiales en Latina Televisión, donde dirigió  las transmisiones televisivas del Campeonato Mundial de Fútbol para el Perú. Actualmente, es seguido por su columna de opinión en El Comercio.
Fue presidente ejecutivo del Instituto Nacional de Radio y Televisión del Perú (IRTP) en dos periodos (2016-2017 y 2018-2019). Fue el creador e impulsor de los primeros noticieros y programas culturales en idiomas quechua, aimara, asháninka, shipibo-konibo que se emiten a nivel nacional en la historia de los medios de comunicación peruanos. En reconocimiento por su labor a favor de los pueblos originarios, líderes asháninkas de la selva central de Perú le concedieron el título de “Kashekari” (Tigre protector) en 2019. Durante su gestión al frente de IRTP, se filmó “El último bastión”, de la cual fue también uno de sus productores. Esta producción, considerada en su momento como la más ambiciosa de la televisión peruana y que alcanzó altos índices de audiencia, fue la primera serie peruana en llegar a una plataforma de streaming.
El 12 de diciembre de 2019, el Consejo de la Prensa Peruana, los Colegio de Periodistas de Lima y del Perú junto al Instituto de Prensa y Sociedad (IPYS) rindieron homenaje al periodista por su trayectoria durante la entrega de los Premios Nacionales de Periodismo. “En una democracia no solo se deben escuchar las voces oficiales, sino también las voces críticas”, dijo refiriéndose a las presiones que sufrió durante el tiempo que ejerció el cargo de presidente ejecutivo del Instituto Nacional de Radio y Televisión del Perú (IRTP) y que provocaron su destitución. Los respaldos provinieron de amplios sectores de la prensa peruana, políticos de diferentes tendencias e incluso de organismos internacionales que velan por la libertad de expresión: Reporteros sin Fronteras, OEA, CIDH, etc.
En la actualidad, Coya es director general de Del Barrio Producciones, una de las productoras más importantes del Perú. También fue vicepresidente del Consejo Directivo de la Red de la Televisoras Públicas y Culturales de Latinoamérica (Red TAL) —elegido por los representantes de 260 televisoras de América Latina en agosto de 2019—. En el 2022 fue elegido como miembro del Tribunal de Ética del Consejo de la Prensa Peruana. Ha sido profesor de periodismo en la Pontificia Universidad Católica del Perú y la Universidad Peruana de Ciencias Aplicadas.

## Contribuciones literarias
En el 2010 publicó su primer libro Estación Final, una investigación que reveló la existencia de 23 víctimas peruanas de los campos de concentración nazi durante la Segunda Guerra Mundial. Este libro fue el más vendido en Perú ese año y sus derechos fueron adquiridos por una productora de Hollywood. Estación Final ha tenido varias ediciones y reimpresiones, y es estudiado en colegios y facultades de periodismo en Perú.
En el 2011 publica Polvo en el viento: esplendor y miserias de un narcotraficante que narra la vida de Demetrio Limonier Chávez Peñaherrera, alias “Vaticano”. Esta obra fue la más vendida de la Feria del Libro Ricardo Palma. En 2014, lanzó El periodista y la televisión y Los secretos de Elvira. Este último narra la historia de la espía peruana Elvira de la Fuente Martínez  durante la Segunda Guerra Mundial y fue presentada en Casa de América, Madrid, en 2019.   
En 2015, publicó "Genaro. Los secretos, escándalos, triunfos y fracasos del gran mago de la televisión peruana", una biografía de Genaro Delgado Parker, quien es considerado pionero de la televisión, la telefonía celular, la televisión por cable y la introducción del Internet en el Perú. En 2017, presentó Memorias del futuro. El Che Guevara y el Perú 50 años después: Nuevas verdades y grandes mentiras sobre su histórica gesta, una investigación que revela detalles desconocidos sobre la relación de Ernesto “Che” Guevara y el Perú gracias a testimonios de los propios protagonistas de Buenos Aires, México, La Paz, La Habana, Lima y Washington; y con documentos desclasificados por la CIA. La versión colombiana de este libro fue presentada en la Feria de Libro de Bogotá.
Dos años después, se presentó la segunda edición de Los Secretos de Elvira en Madrid por el escritor español Javier Sierra, premio Planeta de novela 2017; la directora de relaciones internacionales de RTVE, Asun Gómez Bueno, y la editora y fundadora de Lo que no existe, Mercedes Pescador. En julio de 2020, se realizó la presentación mundial del libro “Deja que todo el mundo te cuente lo que pasó” de la editorial Lo que no existe. Coya formó parte de la antología colectiva creada por más de 200 autores de los cinco continentes durante la pandemia por COVID-19.
En 2022, lanzó El último en la torre, que narra la increíble historia del espía peruano ejecutado en Londres durante la Primera Guerra Mundial.
En 2024, llegó a las librerías El espía continental, una novela histórica basada en hechos reales que narra la vida de Jacobo Hurwitz, un educador, poeta, periodista y activista político peruano. Reconocido por su compromiso con la educación popular y la justicia social, Hurwitz vivió una vida marcada por el exilio, la lucha política y su amor por la literatura. Fue acusado de formar parte de una conspiración internacional para asesinar al presidente de México, Pascual Ortiz Rubio, situación que lo condujo a la cárcel en México.

## Premios
Hugo Coya ha recibido varios premios a lo largo de su carrera, incluyendo el Premio La Cátedra del Colegio de Periodistas del Perú (2012), el Premio Jerusalén (2018) y el Premio Luces del diario El Comercio por la serie televisiva "El último bastión" (2018). En 2021, recibió una Mención Honrosa de la VIII Bienal de Novela, Premio Copé, por "Magdalena", una obra sobre Magdalena Truel, quién luchó en la resistencia francesa durante la Segunda Guerra Mundial.

## Libros

### No ficción
- Estación Final. La emocionante y desconocida historia de los peruanos que salvaron centenares de vidas en la Segunda Guerra Mundial (2010)
- Polvo en el viento. Vaticano: Esplendor y miserias de un narcotraficante (2011)
- Los secretos de Elvira. La historia de la espía peruana que ayudó a cambiar el rumbo de la Segunda Guerra Mundial (2014 & 2019)
- El periodista y la televisión. Los desafíos de la prensa en la era de la alta definición (2014)
- Genaro. Los secretos, escándalos, triunfos y fracasos del gran mago de la televisión peruana (2015)
- Memorias del futuro. El Che Guevara y el Perú 50 años después: Nuevas verdades y grandes mentiras sobre su histórica gesta (2017)

### Ficción
- El último en la torre. La increíble historia del espía peruano ejecutado en Londres durante la Primera Guerra Mundial (2022)
- El espía continental. (2024)

## Televisión
Coya ha producido varias series y programas de televisión, tales como:
| Año       | Producciones                                       | Crédito            |
| 2015      | Serie Pulseras rojas (versión peruana)             | Guionista          |
| 2016      | Ñuqanchik (noticiero en quechua)                   | Creador            |
| 2017      | Jiwasanaka (noticiero en aimara)                   | Creador            |
| 2018      | Ashi Añañe (programa cultural en lengua asháninka) | Creador            |
| 2018      | El último bastión                                  | Productor          |
| 2019      | Noticiero en idioma shipibo-konibo                 | Creador            |
| 2020      | Dos hermanas (telenovela)                          | Productor delegado |
| 2020      | La otra orilla (telenovela/miniserie)              | Productor delegado |
| 2020      | Mi vida sin ti (telenovela)                        | Productor delegado |
| 2021-2022 | Luz de luna (telenovela)                           | Productor delegado |

## Cine
| Año  | Producciones                                                               | Crédito             |
| 2012 | Madeleine Truel: The Peruvian Heroine of the Second World War (Documental) | Coguionista         |
| 2021 | Zulen y yo (cortometraje)                                                  | Productor ejecutivo |